# Prix Afrique de la Royal Society
Pour les articles homonymes, voir Prix Pfizer (homonymie).
Le Prix Afrique de la Royal Society (Royal Society Africa Prize, anciennement connu sous le nom de Royal Society Pfizer Prize) est un prix scientifique décerné par la Royal Society depuis 2006 à des chercheurs africains en début de carrière qui apportent des contributions innovantes aux sciences biologiques en Afrique. Une somme de 60 000 £ est accordée sous forme de subvention au bénéficiaire pour la réalisation d'un projet de recherche lié à un centre d'excellence scientifique africain, normalement une université ou un centre de recherche équivalent, et 5 000 £ supplémentaires sont directement versées au lauréat.  
Le dernier prix sous le nom de Pfizer a été décerné en 2016, après quoi le prix a été renommé Royal Society Africa Prize, et consiste en une subvention de 11 000 £ et un don de 1 000 £.  

## Lauréats
Prix Pfizer de la Royal Society
- 2006 Alexis Nzila
- 2007 Hiba Mohamed pour ses recherches pionnières sur la susceptibilité génétique à la leishmaniasis, une maladie parasitique transmise par les piqûres de mouches des sables[3].
- 2008 Enock Matovu
- 2009 Linda-Gail Bekker, directrice du Centre Desmond Tutu pour le HIV (en), « pour ses recherches exceptionnelles sur la tuberculose et les co-infections à VIH en Afrique »[4],[5].
- 2010 Collins Ouma de l'université de Maseno, « pour ses recherches exceptionnelles sur l'effet de la variation génétique dans l'anémie paludéenne sévère (SMA) chez les enfants ».
- 2011 Julie Makani du Département de médecine clinique de Nuffield et de l'université de Muhimbili, Tanzanie, « pour ses recherches exceptionnelles sur l'utilisation de l'anémie dans la drépanocytose comme modèle pour traduire la recherche génétique en bienfaits pour la santé ».
- 2012 Martin Ota, « pour ses recherches exceptionnelles sur la relation entre les niveaux d'anticorps anti-protéines pneumococciques et le portage nasopharyngé des pneumocoques au début de l'enfance ».
- 2013 Abdoulaye Diabate, « pour son important travail sur l'identification des indices d'essaimage de moustiques ».
- 2014 Faith Osier, « pour ses recherches sur la compréhension des mécanismes de l'immunité contre l'infection paludéenne chez l'homme ».
- 2015 Gordon A Awandare, « pour ses réalisations dans les études moléculaires et cellulaires du paludisme, y compris comment les parasites du paludisme envahissent les globules rouges et provoquent des maladies » et Jean-Jacques Muyembe, « pour son travail fondateur sur les fièvres hémorragiques virales, y compris Ebola, générant la fondation de notre compréhension de l'épidémiologie, des manifestations cliniques et du contrôle des flambées de ces infections virales ».
- 2016 Amina Abubakar, « pour ses recherches pionnières en psychologie en Afrique de l'Est et son travail de développement d'évaluations neurodéveloppementales »[6].

Prix Afrique de la Royal Society
- 2017 Allasane Dicko « pour sa contribution à la recherche sur la lutte contre le paludisme ».
- 2018 Dorothy Yeboah-Manu « pour ses contributions et approches innovantes pour comprendre Mycobacterium ulcerans et Mycobacterium africanum ».
- 2019 Henry Mwandumba « pour son travail novateur dans la description du phagosome TB dans les macrophages alvéolaires infectés par le VIH et son leadership au College of Medicine au Malawi »
- 2020 Steven Runo « Pour avoir élucidé les voies du trafic d'ARN à longue distance entre les plantes parasites et leurs hôtes et identifier et développer un protocole transgénique pour caractériser et valider les gènes candidats de l'hôte et du parasite »[7].
- 2021 George Warimwe
- 2022 Novel Njweipi Chegou (en)